# Milorad Čavić
Milorad Čavić (Anaheim, 31 maggio 1984) è un ex nuotatore serbo.

## Carriera
Considerato il nuotatore serbo più forte di sempre, è il più vittorioso di tutti i tempi per la sua nazione. Specializzato nello stile libero e nella farfalla ha partecipato alle Olimpiadi di Sydney 2000, di Atene 2004 di Pechino 2008 e di Londra 2012. È uno dei soli tre nuotatori, insieme a Michael Phelps e Caeleb Dressel, ad aver abbassato il suo tempo nei 100 m farfalla sotto i 50 secondi, registrando 49"95 ai Mondiali di Roma 2009.

## Palmarès
- Giochi olimpici

Pechino 2008: argento nei 100m farfalla.
- Mondiali

Roma 2009: oro nei 50m farfalla e argento nei 100m farfalla.
- Europei

Eindhoven 2008: oro nei 50m farfalla.
Debrecen 2012: oro nei 100m farfalla.
- Europei in vasca corta

Dublino 2003: oro nei 100m farfalla e argento nei 50m sl. (per la  Serbia e Montenegro)
Helsinki 2006: oro nei 100m farfalla e argento nei 50m sl.
Debrecen 2007: oro nei 50m farfalla e nei 100m farfalla.
Fiume 2008: oro nei 100m farfalla e argento nei 50m farfalla.
- Europei giovanili

La Valletta 2001: oro nei 100m farfalla e argento nei 50m farfalla (per la  Jugoslavia).
Linz 2002: oro nei 50m sl, argento nei 100m sl e nei 100m farfalla (per la  Jugoslavia).